# Liste der Judenbischöfe von Worms
Die Liste der Judenbischöfe von Worms enthält die diesen Titel führenden Vorstände der Verwaltung der politischen Jüdischen Gemeinde Worms vom Mittelalter bis zum Ende der staatlichen Selbständigkeit der Reichsstadt Worms am Ende des 18. Jahrhunderts.

## Kontext
An der Spitze der Gemeinde stand ein Rat aus 12 Mitgliedern („Parnassim“), der sich kooptierte. Er wählte aus seinen Reihen den Gemeindevorsteher, „der juden bischoff von Wormß“ (Lateinisch: „episcopus iudeorum“) Die Wahl musste der (christliche) Bischof von Worms als Stadtherr bestätigen und den neuen Amtsinhaber vereidigen, was normalerweise im Bischofshof geschah. Judenrat und das Amt des Judenbischofs gab es bis zum Übergang der Reichsstadt Worms an Frankreich in Folge der Französischen Revolution am Ende des 18. Jahrhunderts.

## Liste
| Zeit            | Judenbischof                        | Anmerkungen |
| --------------- | ----------------------------------- | --- |
| um 1090         | Salomo ben Simson ben Eljakim       | Er wird in dem Privileg Kaiser Heinrichs IV. für die Juden und die anderen Bürger von Worms vom 19. Februar 1090 genannt. |
| nach 1648–1703  | Samuel Oppenheimer                  | Hoffaktor Kaiser Leopold I.                                                                                               |
| 1703–1715       | Mendel Menachem Emanuel Oppenheimer | Sohn des Vorgängers |
| 1715–1742       | Aron Levi Fränkel                   | |
| 1743–1753       | Bär Emanuel Oppenheimer             | |
| 1753–1759       | Dr. med David Cannstatt             | |
| 1759–1792       | Machol (Michael) Gernsheim          | |
| 1792–1797       |                                     | Vakanz während der französischen Besetzung von Worms                                                                      |
| 9. Februar 1797 | Herz Abenheim                       | |